# ولاية خوارزم
ولاية خوارزم (بالإنجليزية: Xorazm Region)‏ هي ولاية تقع في أوزبكستان. يقدر عدد سكانها بـ 1,200,000 نسمة.